# Silvã de Cima
Silvã de Cima is een plaats (freguesia) in de Portugese gemeente Sátão en telt 549 inwoners (2001).